# 遊園驚夢 (小說集)
《遊園驚夢》（英語：Wake in the Garden）是台北仙人掌出版社於1968年出版的白先勇短篇小說集，收錄了1964年至1968年白先勇發表的八篇短篇小說。此書的叢書編號為「仙人掌文庫 6」，發行人為林秉欽，全書155頁。

## 內容
這本小說集有葉維廉寫的〈激流怎能為倒影造像──論白先勇的小說〉文章作為序言。
| 作品                                   | 發表年份 | 發表刊物           |
| 〈激流怎能為倒影造像〉（代序）──葉維廉 |          |                    |
| 《永遠的尹雪豔》                       | 1965年   | 《現代文學》第24期 |
| 《一把青》                             | 1966年   | 《現代文學》第29期 |
| 《遊園驚夢》                           | 1966年   | 《現代文學》第30期 |
| 《歲除》                               | 1967年   | 《現代文學》第32期 |
| 《梁父吟》                             | 1967年   | 《現代文學》第33期 |
| 《金大班的最後一夜》                   | 1968年   | 《現代文學》第34期 |
| 《謫仙記》                             | 1965年   | 《現代文學》第25期 |
| 《香港——一九六〇》                     | 1964年   | 《現代文學》第21期 |